# Район Чюо (Токіо)
35°40′14.11″ пн. ш. 139°46′19.26″ сх. д. / 35.6705861° пн. ш. 139.7720167° сх. д.
Райо́н Чюо́ (яп. 中央区, ちゅうおうく, МФА: [t͡ɕuːoː ku̥], «Центральний район»; англ. Chūō Ward) — особливий район в японській столиці Токіо.

## Короткі відомості
Район Чюо розташований у центральній частині столиці, на сході метрополії Токіо.

## Географія
Площа району Чюо на 1 жовтня 2008 становила близько 10,18 км².

## Населення
Населення району Чюо на 1 липня 2011 становило близько 125 467 осіб. Густота населення становила 12 324,9 осіб/км².

## Уродженці
Ока Дзьоудзі (1902—1970) — японський актор.

## Туризм
- Ніхонбаші — японський нульовий кілометр.
- Sunshine 60

## Галерея

Розташування